# Shorttrack-Weltmeisterschaften 2000
Die Shorttrack-Weltmeisterschaften 2000 fanden vom 10. bis zum 12. März 2000 in der Sheffield Arena statt. Erfolgreichste Athletin der WM war die Chinesin Yang Yang (A), die mit zwei Streckensiegen über 1000 und 1500 Meter ihren vierten Mehrkampftitel in Folge holte und mit der chinesischen Frauenstaffel eine zweite Goldmedaille gewann. Im Mehrkampf der Männer siegte der 17-jährige Min Ryoung aus Südkorea.

## Hintergrund und Teilnehmer
| Teilnehmende Nationen  | Teilnehmende Nationen | Teilnehmende Nationen |
| Land                   | Frauen                | Männer                |
| ---------------------- | --------------------- | --------------------- |
| Australien             | 0                     | 2                     |
| Belarus                | 2                     | 0                     |
| Belgien                | 0                     | 2                     |
| Bulgarien              | 3                     | 2                     |
| Volksrepublik China    | 5                     | 5                     |
| Deutschland            | 2                     | 2                     |
| Estland                | 1                     | 0                     |
| Frankreich             | 1                     | 2                     |
| Vereinigtes Königreich | 4                     | 5                     |
| Hongkong               | 1                     | 0                     |
| Israel                 | 1                     | 1                     |
| Italien                | 5                     | 5                     |
| Japan                  | 5                     | 5                     |
| Kanada                 | 5                     | 5                     |
| Kasachstan             | 0                     | 2                     |
| Litauen                | 0                     | 1                     |
| Neuseeland             | 0                     | 2                     |
| Niederlande            | 5                     | 2                     |
| Norwegen               | 0                     | 1                     |
| Österreich             | 1                     | 1                     |
| Russland               | 2                     | 2                     |
| Schweden               | 0                     | 1                     |
| Schweiz                | 0                     | 1                     |
| Südkorea               | 5                     | 5                     |
| Taiwan                 | 1                     | 2                     |
| Ukraine                | 4                     | 3                     |
| Ungarn                 | 0                     | 5                     |
| Vereinigte Staaten     | 5                     | 5                     |

Die Weltmeisterschaften in Sheffield waren die letzte große Veranstaltung der Shorttrack-Saison 1999/2000. Im Weltcup hatten Athleten aus Südkorea und China die meisten Siege eingefahren: Bei den Männern standen Kim Dong-sung, der koreanische 1000-Meter-Olympiasieger von 1998, sowie der amtierende chinesische Mehrkampfweltmeister Li Jiajun an der Spitze der Gesamtwertungen, bei den Frauen führte Yang Yang (A) aus China – Weltmeisterin der Jahre 1997 bis 1999 – die Klassements über 1000, 1500 Meter und im Mehrkampf an. Ein neues Mitglied des südkoreanischen Nationalteams war der 17-jährige Min Ryoung, der im Winter 1999/2000 erstmals im Weltcup angetreten war und mehrere Wettkämpfe für sich entschieden hatte. Min hatte zudem im Januar 2000 den Titel des Juniorenweltmeisters errungen. Die Bulgarin Ewgenija Radanowa, ebenfalls mehrfache Weltcupsiegerin, war im Rahmen der Goodwill Games in Lake Placid im Februar 2000 als erste Shorttrackerin die 500 Meter in unter 44 Sekunden gelaufen und hatte damit einen neuen Weltrekord aufgestellt.
In Sheffield gingen 127 Sportler aus 28 Nationen an den Start, darunter 58 Frauen und 69 Männer. Zum Team des britischen Gastgebers zählte unter anderem der Vizeeuropameister Nicky Gooch, während Deutschland von Yvonne Kunze und Christin Priebst bei den Frauen sowie von André Hartwig und Arian Nachbar bei den Männern vertreten wurde. Einzige österreichische Teilnehmer waren Veronika Windisch und Christian Lukas, für die Schweiz startete Sascha Lauber.
Den Vorsitz des WM-Organisationskomitees hatte Richard Gordon inne, die Internationale Eislaufunion wurde von ihrem Präsidenten Ottavio Cinquanta vertreten. Leitender Schiedsrichter war Ken Pendrey.

## Ablauf
Im Rahmen der Shorttrack-WM 2000 wurden Einzelrennen über 500, 1000, 1500 und 3000 Meter (jeweils Frauen und Männer) sowie Staffeln über 3000 Meter (Frauen) und 5000 Meter (Männer) gelaufen. Die Finalteilnehmer auf jeder Einzelstrecke erhielten gemäß ihrer Platzierung Punkte, die zusammengerechnet eine Gesamtwertung ergaben. Die besten acht Athleten dieser Wertung nach den ersten drei gelaufenen Distanzen qualifizierten sich für das Superfinale über 3000 Meter. Die Erstplatzierten der Einzelstrecken werden von der ISU nicht als Weltmeister geführt, sondern ausschließlich die Sieger der Gesamtwertung (=des Mehrkampfes) und der Staffeln.
Der Mehrkampftitel bei den Frauen ging zum vierten Mal in Folge an Yang Yang (A), die über 1000 und 1500 Meter die Finalläufe gewann und eine weitere Goldmedaille mit der chinesischen Staffel gewann. Unter den sieben besten Athletinnen, die sich für das 3000-Meter-Finale qualifizierten, befanden sich drei Koreanerinnen (An Sang-mi, Park Hye-won und Joo Min-jin) sowie zwei Chinesinnen mit Yang Yang (A) und Yang Yang (S). Die einzige Europäerin, die ein Finale erreichte, war Ewgenija Radanowa, die vor Yang Yang (S) das 500-Meter-Rennen gewann, im 3000-Meter-Finale aber durch einen Sturz ihre Möglichkeit auf eine Medaille im Mehrkampf verlor.
Bei den Männern gewann Min Ryoung den Mehrkampf mit Siegen über 1500 und 3000 Meter vor Éric Bédard aus Kanada. Bédard hatte in den ersten beiden Rennen (1500 und 500 Meter) einen zweiten und einen ersten Platz belegt und die zwischenzeitliche Gesamtwertung deutlich angeführt, war aber im 1000-Meter-Rennen wegen Behinderung seines Teamkollegen François-Louis Tremblay disqualifiziert worden. Der Mitfavorit Kim Dong-sung stürzte im 500-Meter-Halbfinale nach einem Gerangel mit Li Jiajun schwer, wurde ins Krankenhaus gebracht und gab den Wettkampf verletzt auf. Die Staffel gewann wie bei den Frauen das chinesische Team.
Die Athleten aus Deutschland, Österreich und der Schweiz kamen in keinem Wettkampf über die Vorläufe hinaus.

## Ergebnisse

### Frauen
| Wettbewerb             | Gold                                                                  | Gold         | Silber                                                     | Silber       | Bronze                                                           | Bronze       |
| Wettbewerb             | Sportlerin                                                            | Leistung     | Sportlerin                                                 | Leistung     | Sportlerin                                                       | Leistung     |
| ---------------------- | --------------------------------------------------------------------- | ------------ | ---------------------------------------------------------- | ------------ | ---------------------------------------------------------------- | ------------ |
| 500 Meter              | Ewgenija Radanowa                                                     | 0:44,626 min | Yang Yang (S)                                              | 0:44,704 min | An Sang-mi                                                       | 0:46,523 min |
| 1000 Meter             | Yang Yang (A)                                                         | 1:40,363 min | Yang Yang (S)                                              | 1:40,683 min | Joo Min-jin                                                      | 1:40,742 min |
| 1500 Meter             | Yang Yang (A)                                                         | 2:32,707 min | Park Hye-won                                               | 2:32,829 min | Joo Min-jin                                                      | 2:33,175 min |
| 3000-Meter-Superfinale | An Sang-mi                                                            | 5:24,272 min | Yang Yang (A)                                              | 5:27,445 min | Annie Perreault                                                  | 5:30,222 min |
| Gesamtwertung          | Yang Yang (A)                                                         | 89 Punkte    | An Sang-mi                                                 | 52 Punkte    | Yang Yang (S)                                                    | 47 Punkte    |
| 3000-Meter-Staffel 1   | Volksrepublik ChinaYang Yang (A) Yang Yang (S) Wang Chunlu Sun Dandan | 4:28,267 min | SüdkoreaAn Sang-mi Choi Min-kyung Park Hye-won Joo Min-jin | 4:28,388 min | KanadaAlanna Kraus Annie Perreault Isabelle Charest Tania Vicent | 4:35,417 min |

### Männer
| Wettbewerb             | Gold                                                    | Gold         | Silber                                                              | Silber       | Bronze                                                                                    | Bronze       |
| Wettbewerb             | Sportler                                                | Leistung     | Sportler                                                            | Leistung     | Sportler                                                                                  | Leistung     |
| ---------------------- | ------------------------------------------------------- | ------------ | ------------------------------------------------------------------- | ------------ | ----------------------------------------------------------------------------------------- | ------------ |
| 500 Meter              | Éric Bédard                                             | 0:42,009 min | Daniel Weinstein                                                    | 0:42,058 min | Satoru Terao                                                                              | 0:42,157 min |
| 1000 Meter             | Li Jiajun                                               | 1:31,098 min | An Yulong                                                           | 1:31,212 min | Daniel Weinstein                                                                          | 1:33,228 min |
| 1500 Meter             | Min Ryoung                                              | 2:23,098 min | Éric Bédard                                                         | 2:23,200 min | Satoru Terao                                                                              | 2:23,286 min |
| 3000-Meter-Superfinale | Min Ryoung                                              | 5:02,496 min | Li Jiajun                                                           | 5:02,934 min | Daniel Weinstein                                                                          | 5:03,416 min |
| Gesamtwertung          | Min Ryoung                                              | 68 Punkte    | Éric Bédard                                                         | 63 Punkte    | Li Jiajun                                                                                 | 60 Punkte    |
| 5000-Meter-Staffel 2   | Volksrepublik ChinaLi Jiajun Feng Kai An Yulong Yuan Ye | 7:09,387 min | JapanSatoru Terao Takafumi Nishitani Takehiro Kodera Yugo Shinohara | 7:09,705 min | ItalienFabio Carta Nicola Franceschina Michele Antonioli Nicola Rodigari Maurizio Carnino | 7:09,709 min |

## Medaillenspiegel
| Platz | Land                |   |   |   |    |
| ----- | ------------------- | - | - | - | -- |
| 1     | Volksrepublik China | 3 | – | 2 | 6  |
| 2     | Südkorea            | 1 | 2 | – | 2  |
| 3     | Kanada              | – | 1 | 1 | 2  |
| 4     | Japan               | – | 1 | – | 1  |
| 5     | Italien             | – | – | 1 | 1  |
| Total | Total               | 4 | 4 | 4 | 12 |